# Euphrasia kisoalpina
Euphrasia kisoalpina là loài thực vật có hoa thuộc họ Cỏ chổi. Loài này được Hid.Takah. & Ohba mô tả khoa học đầu tiên năm 1982.